# Denkmal des Kürassier-Regiments (Pasewalk)

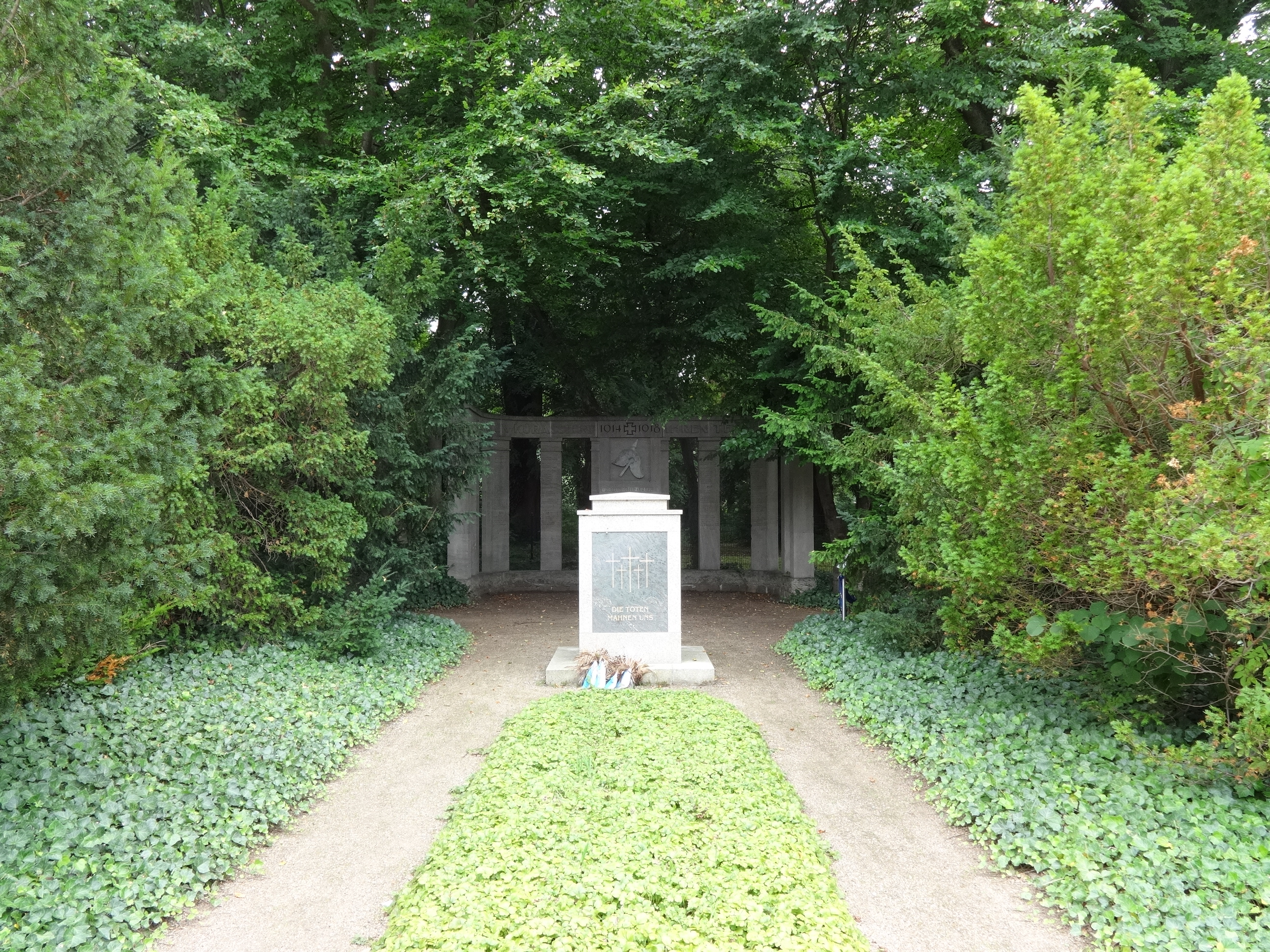
Kürassierdenkmal in Pasewalk

Das Denkmal des Kürassier-Regiments erinnert an die im Ersten Weltkrieg Gefallenen des Pommerschen Kürassier-Regiments „Königin“ Nr. 2 in Pasewalk im Landkreis Vorpommern-Greifswald in Mecklenburg-Vorpommern.
Es befindet sich am nördlichen Ende des Alten Friedhofs an der Straßenkreuzung Oskar-Picht-Straße / Prenzlauer Straße. Die Grundsteinlegung fand im Jahr 1921 statt, die Einweihung am 11. Juli 1922.